# Didymoplexis vietnamica
Didymoplexis vietnamica är en orkidéart som beskrevs av Paul Ormerod. Didymoplexis vietnamica ingår i släktet Didymoplexis och familjen orkidéer.
Artens utbredningsområde är Vietnam. Inga underarter finns listade i Catalogue of Life.